# Alfhild Stormoen
Alfhild Stormoen, född Larsen den 30 januari 1883 i Kristiania, död där den 11 februari 1974, var en norsk skådespelerska och regissör. Hon var syster till målaren Lars Larsen och från 1909 gift med skådespelaren Harald Stormoen.
Stormoen debuterade 1904 i titelrollen i Agnete av Amalie Skram, och var sedan anställd vid Centralteatret 1904–1907. Hon gick 1908 till Nationaltheatret, där hon var anställd till 1951. Hon var en ansedd karaktärstecknare, bland annat som Karen i Nils Kjærs Regnskapets dag, Mathilde i Bjørnstjerne Bjørnsons De nygifta, Tora i Bjørnsons Sigurd Slembe, prästänkan i Bjørnsons Over ævne I och Petra Hargant i Nini Roll Ankers Finfeier.
Hon medverkade också i några filmer, däribland Carl Theodor Dreyers Glomdalsbruden (1926) och Alfred Maurstads Herre med mustasch (1942).

## Filmografi
- 1926 – Glomdalsbruden
- 1942 – Herre med mustasch
- 1951 – Skadeskutt